# باشه، تایشان
باشِه (به لاتین: Baisha, Taishan) یک شهرک در جمهوری خلق چین است که در تایشان واقع شده‌است.
این شهر یکی از معدود مناطق شمال استان گوانگدونگ است که در آن معادنی کمیاب و قابل استخراج وجود دارد.

## خصوصیات
باشِه ۲۳۸ کیلومترمربع مساحت و ۱۴۰٬۰۰۰ نفر جمعیت دارد.